# Рибулозобісфосфаткарбоксилаза

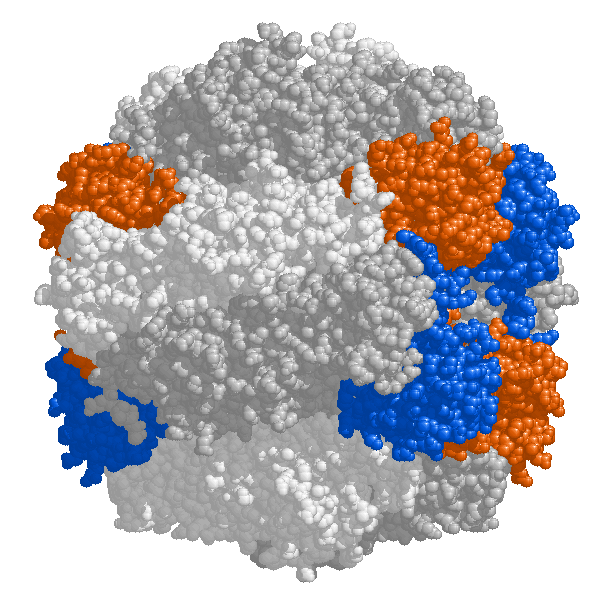
Модель молекули Рибулозобісфосфаткарбоксилази

Рибулозобісфосфаткарбоксила́за (РБФК) (англ. Ribulose-1,5-bisphosphate carboxylase, RuBisCo) або рибулозодифосфаткарбоксила́за — фермент, який каталізує реакцію фіксації вуглекислого газу до рибулозо-1,5-біфосфату на першій стадії циклу Кальвіна, а також реакцію окиснення рибулозобіфосфату на першій стадії процесу фотодихання. Рибулозобісфосфаткарбоксилаза вважається найпоширенішим ферментом на Землі. У кожний момент часу на нашій планеті є приблизно 40 мільярдів тонн RuBisCo 